# Klokočov (Žilina)
Klokočov (in ungherese Klokocsóvölgy) è un comune della Slovacchia facente parte del distretto di Čadca, nella regione di Žilina.